# Comunidade Pantanal
A comunidade Pantanal é uma favela do município brasileiro de Piracicaba, no interior do estado de São Paulo, formada por dois núcleos: Pantanal ao sudoeste e Vitória ao nordeste. Está localizada no bairro Jardim Itapuã, sendo uma das mais conhecidas e densamente povoadas da cidade. Possui uma área de aproximadamente 50.000m² e uma população de mais de 1.000 habitantes.

## História

### Formação
Antigamente, o local era um terreno formado por vegetação e sem nenhum indício de habitações. Foi por volta da década de 2010, mais ou menos no início do ano de 2014, que as primeiras residências começaram a ser instaladas. O rápido crescimento da comunidade, que no ano de 2018 já estava ocupando praticamente toda a área atual, foi principalmente devido às famílias que preferem construir as suas moradias de forma econômica e barata ou não têm condições de morar no centro da cidade. As crises financeiras daquele período acabaram favorecendo esse cenário.

### O processo de urbanização

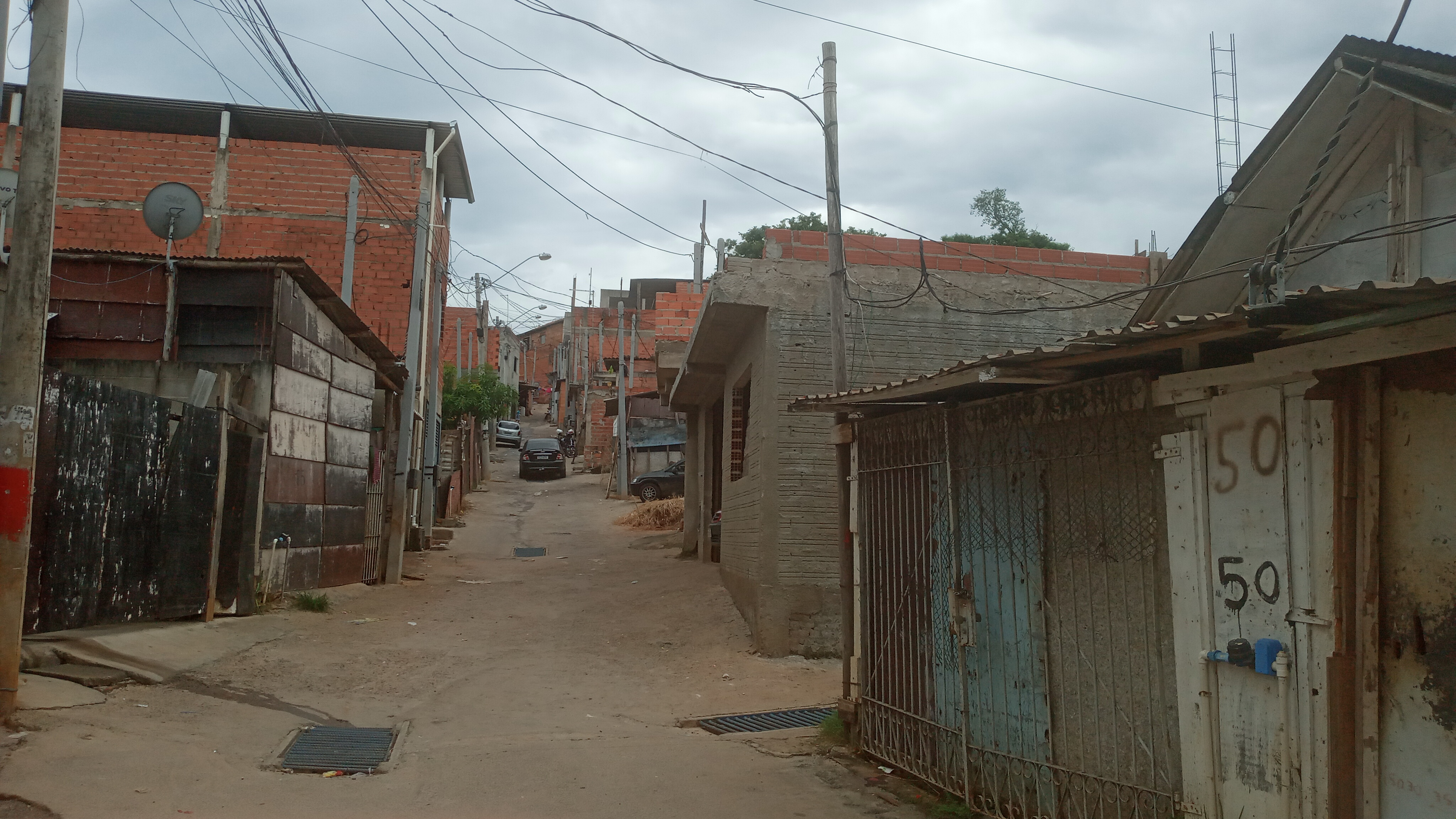
Trecho pavimentado na Rua Margarida.

No ano de 2018, quando a povoação estava passando por um crescimento demográfico, a SEMAE (Serviço Municipal de Água e Esgoto de Piracicaba) iniciou os primeiros serviços de urbanização na comunidade Pantanal que, até então, estava tendo problemas no saneamento básico e na eletricidade. Além disso, as ruas foram pavimentadas e algumas asfaltadas. O maior desafio foram as vielas estreitas, que impediram a passagem de máquinas e equipamentos responsáveis pela escavação.
O processo foi intensificado depois que um incêndio atingiu a favela de Três Porquinhos, no dia 12 de outubro de 2019, e consumiu cerca de 25 barracos. Isso chamou a atenção da prefeitura, que passou a investir mais na urbanização das favelas piracicabanas.

### Atualidade
Atualmente, a comunidade é esporadicamente afetada por tráfico de drogas e tiroteios.

## Geografia

### Topografia

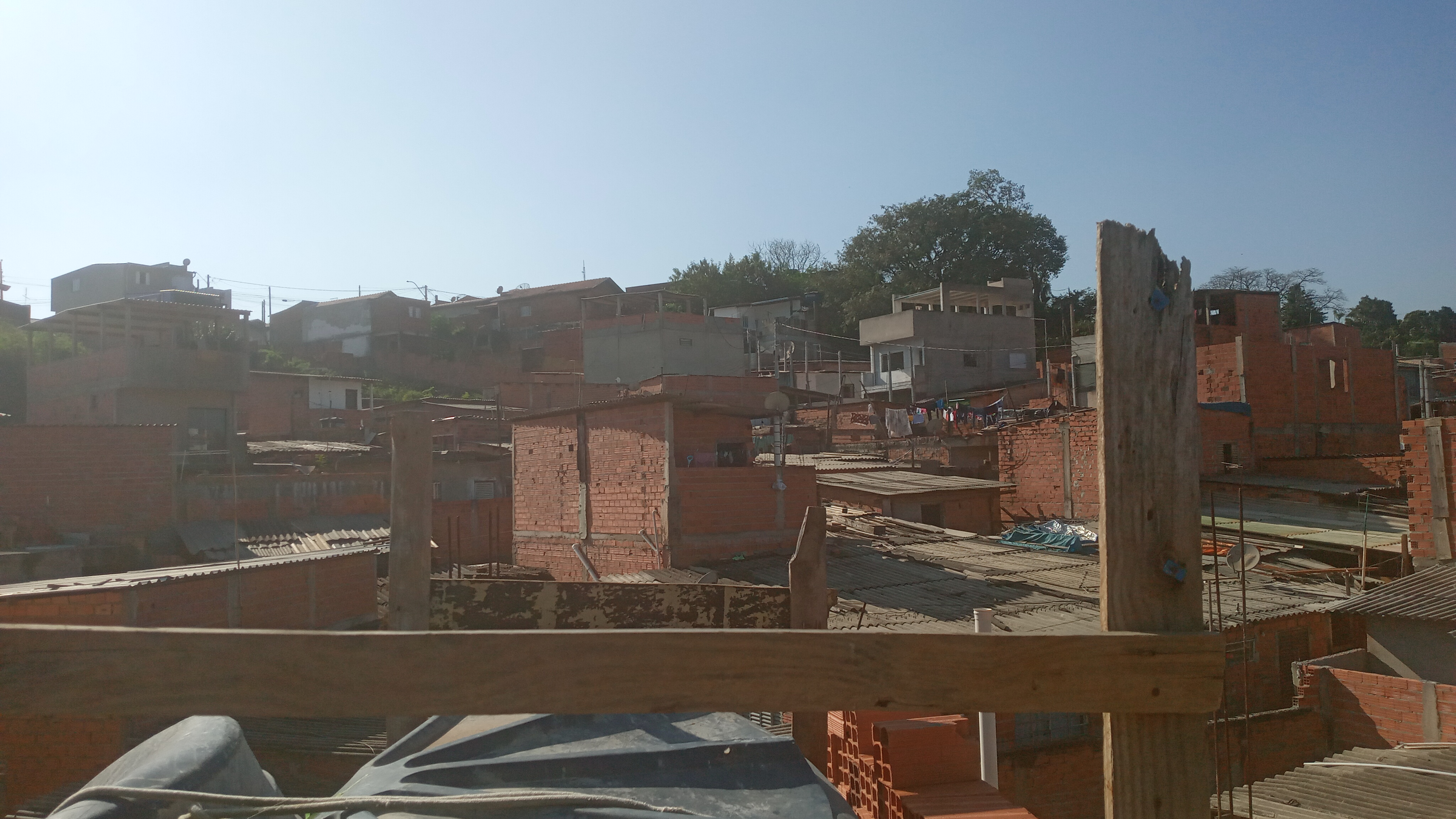
Grupo de casas construídas sob um terreno íngreme

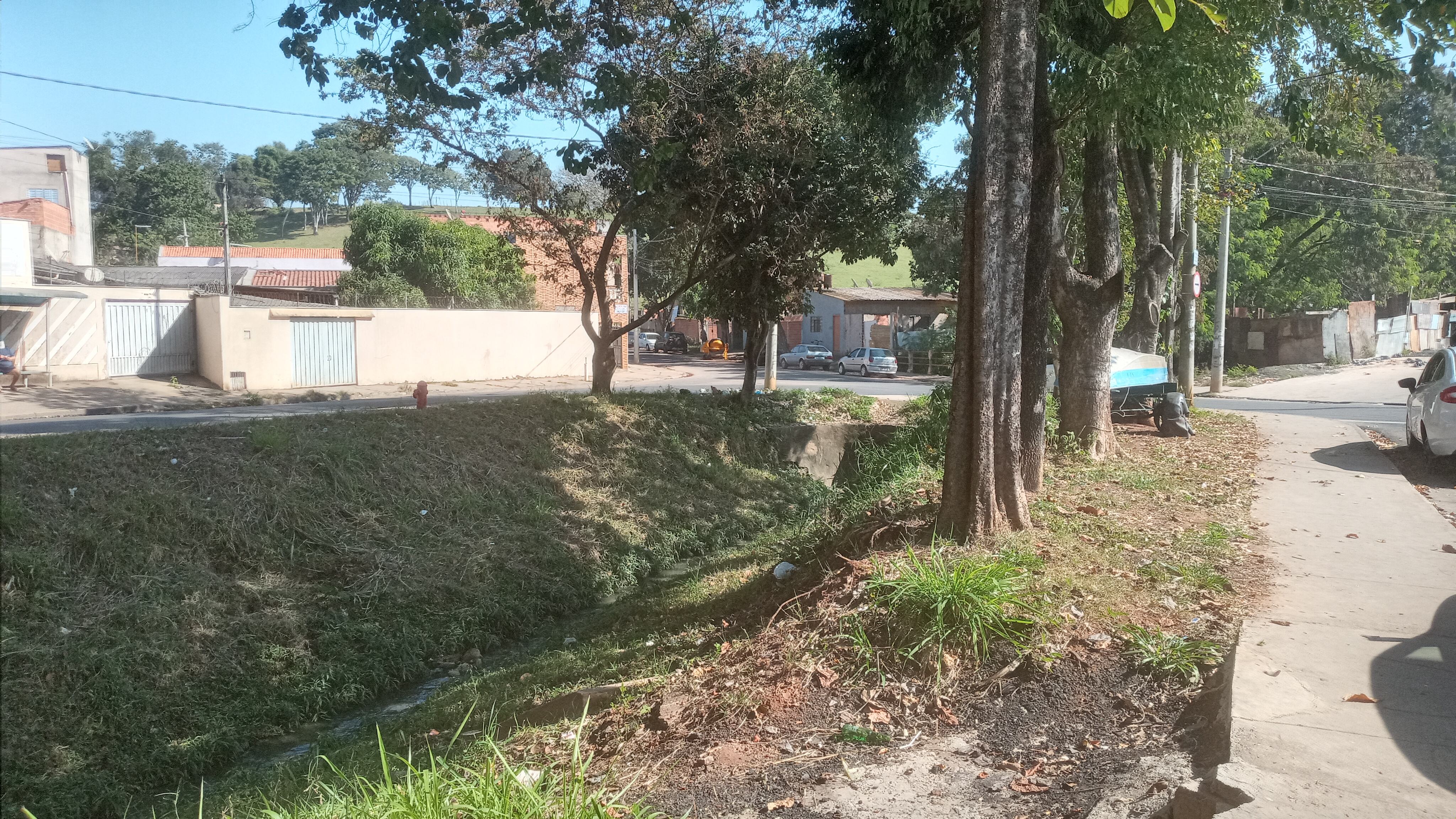
Córrego Itapuã. A comunidade Pantanal está logo à direita da imagem

O local encontra-se em um relevo levemente acidentado, com colinas, depressões e barrancos. Uma das depressões geográficas resulta em um córrego que passa pelos bairros Jardim Itapuã e Monte Líbano, denominado Córrego Itapuã.

### Vegetação/ocupação urbana

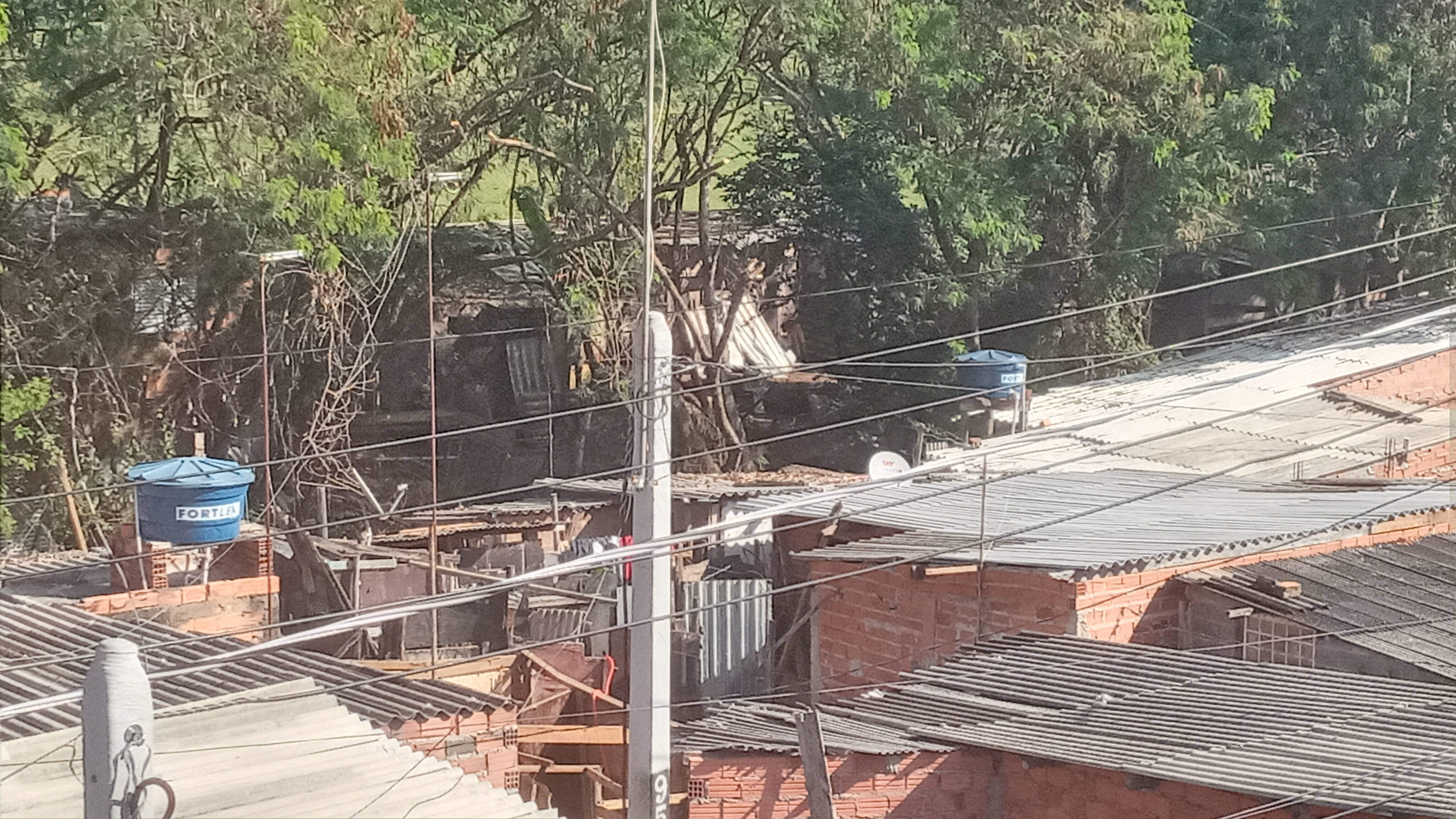
A maior parte da vegetação está próxima ao córrego Itapuã.

Por ser uma comunidade favelada e com uma alta densidade demográfica, a vegetação verde e natural é quase inexistente. Existem poucas árvores na localidade, estando a maior parte concentrada nos barrancos e às margens do córrego Itapuã, principalmente pela falta de espaço para plantá-las.

## Infraestrutura

### Residências

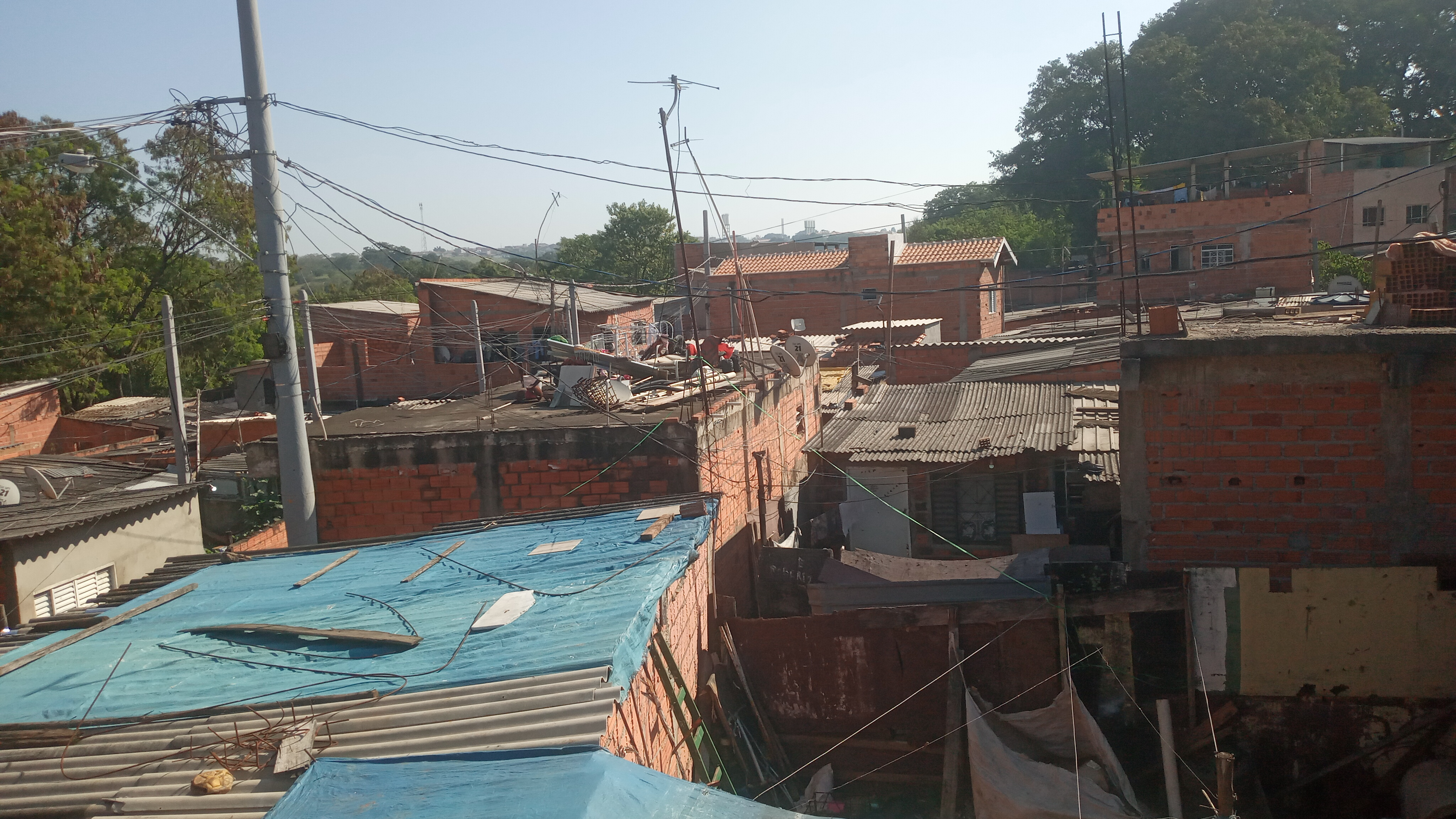
Vista da comunidade Pantanal. Nota-se que a maioria das casas não possuem tingimento na parte externa

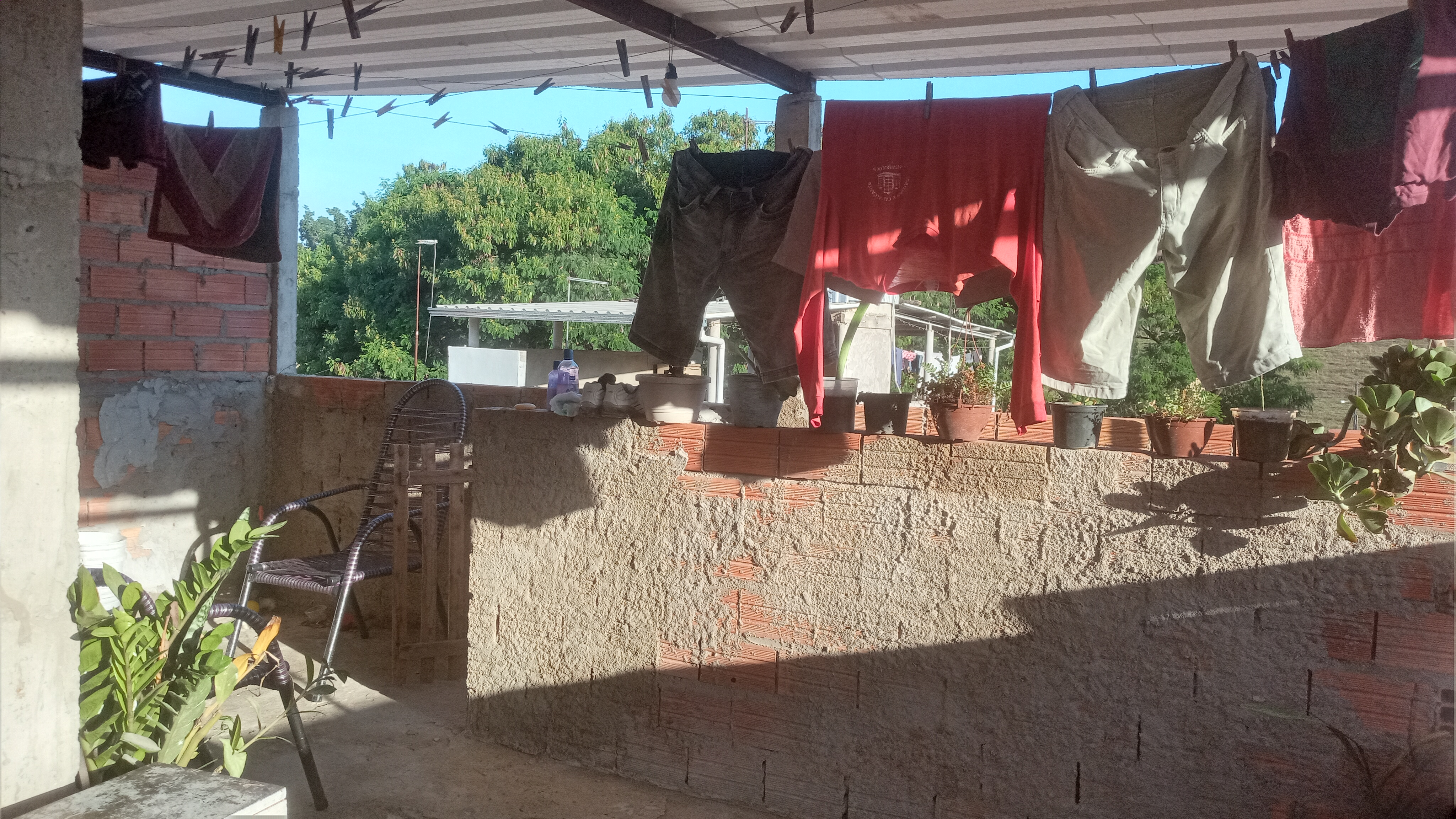
Terraço de uma casa da comunidade Pantanal

A arquitetura é feita pelos próprios moradores. A maior parte das residências não possuem pintura na parte externa por motivos de segurança e/ou economia, enquanto outras têm as paredes preenchidas com reboco.
A maioria das casas são construídas de alvenaria. Atualmente, é menos comum encontrar barracos de madeira. Os telhados são geralmente feitos com telhas de brasilit (raramente de barro) ou substituídos por laje de concreto.
É bastante comum as lajes das casas da comunidade Pantanal serem cobertas e usadas como espaço de lazer ou lugar para secar roupas, caracterizando um tipo de terraço.

### Ruas

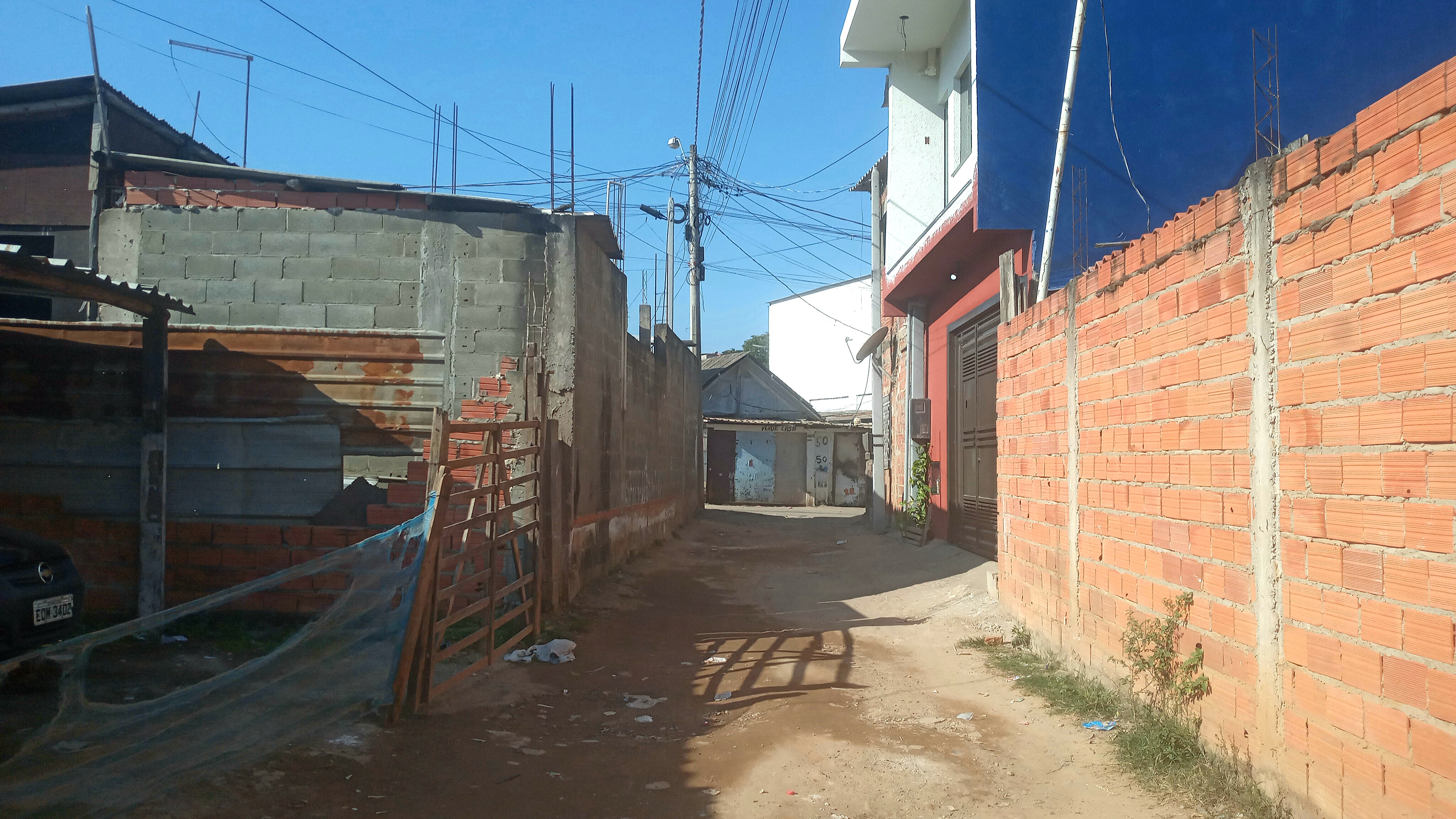
Trecho parcialmente pavimentado na Rua Chuva de Prata.

Muitas das vias da comunidade são becos não pavimentados, o que os torna lamacentos e dificilmente acessíveis após fortes chuvas. O logradouro vem tendo planos e ações de pavimento desde o ano de 2017, entretanto nem todos foram eficientes. A Rua Chuva de Prata, por exemplo, ainda sofre com o aparecimento de lama após temporais, mesmo com o solo sendo parcialmente cimentado.
Os habitantes reclamaram a falta de pavimentação na Rua Chuva de Prata, assim como nos becos, para a prefeitura de Piracicaba, após as frequentes chuvas que atingiram a região no final de agosto e começo de setembro de 2023. Assim, em 5 de setembro do respectivo ano, o vereador Josef Borges (Solidariedade) esteve presente na comunidade. A demanda foi direcionada ao Executivo para avaliar a possiblidade de agilizar a melhoria. “A comunidade sofre, principalmente nos dias de chuva, com o aparecimento de lama; mesmo com o solo sendo parcialmente cimentado”, argumentou Josef.

## Comunidade Taquaral

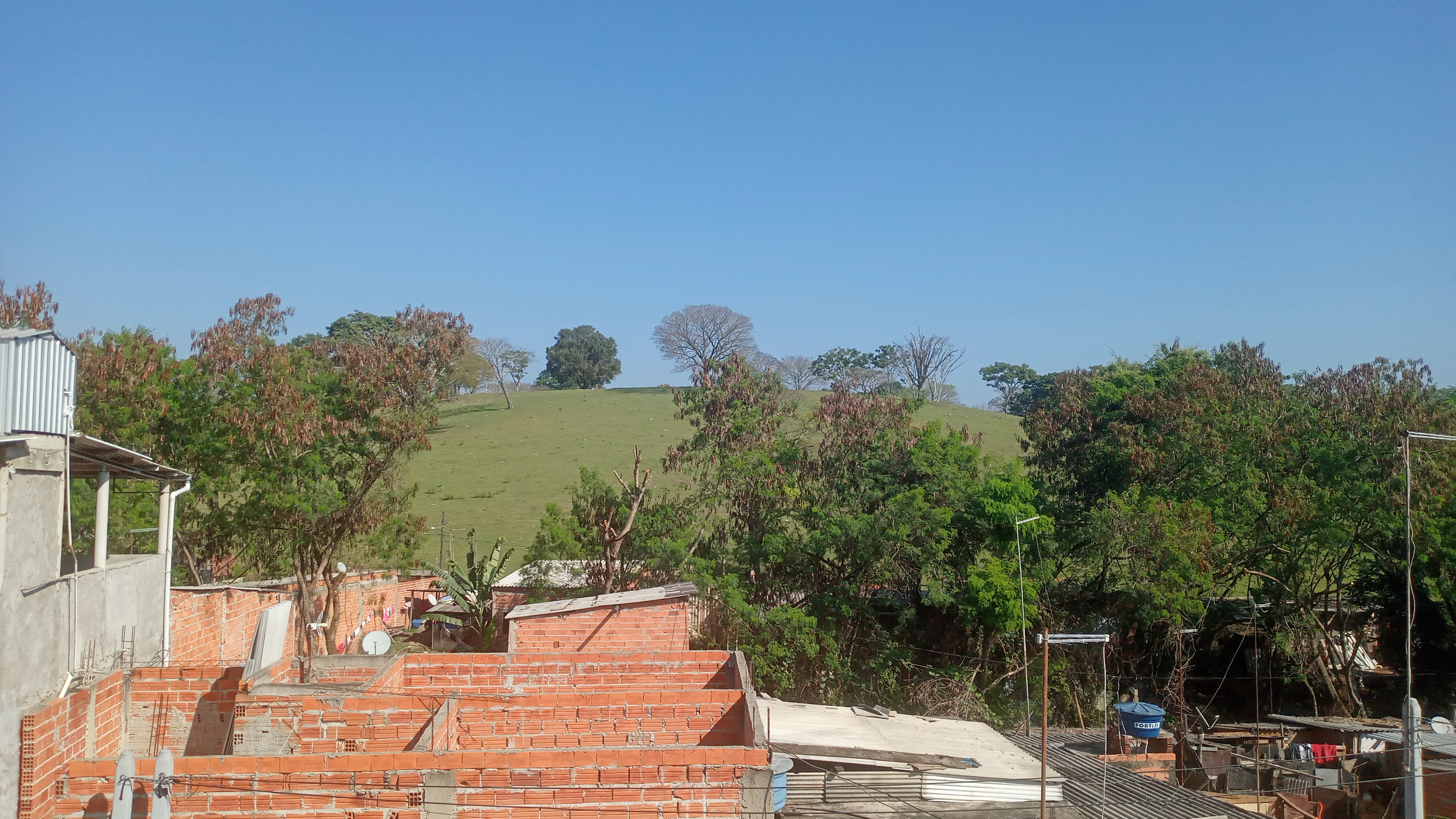
Colina próxima à comunidade Pantanal, local onde estava situada a extinta comunidade Taquaral.

A comunidade Taquaral era uma favela constituída principalmente por barracos. Estava localizada em uma colina do bairro Campestre, na fronteira entre os bairros Monte Líbano e Jardim Itapuã, ao lado da comunidade Pantanal, mais ou menos nas seguintes coordenadas geográficas: 22°45'31"S 47°39'43"W. 
O lugarejo começou a ser construído em janeiro de 2020. As residências eram muito simples e construídas de forma bastante irregular, pois o objetivo dos seus habitantes era de, pelo menos, possuir um abrigo.
O crescimento da povoação foi muito rápido, mas um problema se apresentava: A área era de propriedade particular e estava abandonada há cerca de 40 anos.  A decisão judiciária logo determinou uma reintegração de posse no terreno, a qual contava com o despejo total da comunidade e a destruição dos barracos. Importante mencionar que a ação de reintegração de posse foi dada pelo advogado Spencer Alves Catulé de Almeida Junior, sob alegação de que as famílias invadiram e desmataram a área. A pandemia da COVID-19 e o isolamento social foram utilizados como argumentos contra a desocupação.
O pretendido ocorreu no dia 07 de maio de 2020 às 06 horas da manhã. Cerca de 50 famílias perderam as suas moradias. A remoção começou pacífica, mas em determinado momento, algumas pessoas dispararam rojões e a polícia revidou com bombas de fumaça, balas de borracha e gás de pimenta. Os moradores fugiram para a comunidade Pantanal, onde também houve confronto, e alguns residentes locais reclamaram da fumaça. Também no Pantanal, as armas estouraram o cano de uma casa, e uma ou mais crianças acordaram sufocadas devido ao gás vindo das bombas.
Segundo o Conselho Estadual de Defesa dos Direitos da Pessoa Humana (Condepe), a ação foi considerada ilegal e desumana. As críticas foram feitas pelo presidente Dimitri Sales. Além disso, acrescentou que a polícia agiu de maneira excessiva durante o acontecimento. Houve tentativa de prisão à deputada Professora Bebel, que tentava impedir a destruição das moradias, e ao advogado Nilcio Costa, ambos acompanhando à desocupação.